# 福岡市道地行鳥飼七隈線
福岡市道地行鳥飼七隈線（ふくおかしどうじぎょうとりかいななくません）は、福岡市において「西の副都心」の一部とされるシーサイドももちに接する中央区地行（）の地行三丁目交差点から南に向かって、同区大濠公園の西方を通り過ぎ、樋井川を超えて同市城南区に入り、国道202号と交差する中村大学交差点から、道路の地下に敷設された福岡市地下鉄七隈線と共に南方に広幅員で進み、福岡県道49号大野城二丈線と交差する同区七隈の福大病院東口交差点に至る全長5,474.49メートルの市道（幹線一級市町村道）である。

## 概要
この路線の特徴は、博多湾（博多港）に面する「西の副都心」と油山の麓に広がる市街地の南端附近とを都心部を経由せずに南北に繋げ、連続する都市の拠点を貫く交通基盤となっていることである。都市計画においては、西新・藤崎などとともに「西部広域拠点」の一部とされるシーサイドももちと「地域拠点」の一部に位置づけられる別府（）とを結び、国道202号以南は利便施設が集まる「地下鉄七隈線駅周辺ゾーン」として、茶山駅、金山駅、金山駅及び福大前駅の複数の拠点が結ばれる南北方向の連携軸を形成している。また、福岡市の中央区と城南区とを結ぶ主要な幹線道路として、東方に並走する福岡市道大濠東油山線（福岡市道路愛称：油山観光道路等）などと共にこの方面の交通ネットワークを補完している。この路線には2つの福岡市道路愛称がつけられた区間があり、鳥飼二丁目交差点から鳥飼三丁目交差点までの区間は城南線の一部（重複区間）にあたり、中村大学前交差点から福大病院東口交差点までの区間は城南学園通りの全部にあたる。

## 接続する主な通り
| 交差する道路                                     | 市町村名 | 市町村名 | 交差する場所         | 交差する場所                                     |
| ------------------------------------------------ | -------- | -------- | -------------------- | ------------------------------------------------ |
| 福岡市道唐人町豊浜線（よかトピア通り）           | 福岡市   | 中央区   | 地行三丁目           | 地行三丁目交差点、起点                           |
| 福岡市道千代今宿線（明治通り）                   | 福岡市   | 中央区   | 地行二丁目           | 地行交差点                                       |
| 福岡市道堅粕西新2号線（城南線）                  | 福岡市   | 中央区   | 鳥飼一丁目及び三丁目 | 鳥飼二丁目交差点、鳥飼三丁目交差点               |
| 福岡市道鳥飼藤崎線                               | 福岡市   | 城南区   | 鳥飼六丁目           | 城西中学校南交差点                               |
| 国道202号、福岡県道559号原東警固線（別府橋通り） | 福岡市   | 城南区   | 別府三丁目           | 中村大学前交差点                                 |
| 福岡市道平尾別府線                               | 福岡市   | 城南区   | 別府六丁目           | 別府六丁目交差点                                 |
| 福岡市道田島原線                                 | 福岡市   | 城南区   | 茶山二丁目           | 茶山四ツ角交差点                                 |
| 福岡市道清水干隈線（福大通り）                   | 福岡市   | 城南区   | 七隈一丁目           | 七隈交差点                                       |
| 福岡県道49号大野城二丈線                         | 福岡市   | 城南区   | 七隈七丁目           | 福大病院東口交差点、終点福大病院東口交差点、終点 |

## 接続する主な施設
- MARK IS 福岡ももち
- 別府駅
- 中村学園大学
- 茶山駅
- 福岡市立城南体育館[注釈 4]
- 金山駅
- 七隈駅
- 福大前駅
- 福岡大学
- 福岡大学病院